# Генрих XLII Рейсс-Шлейц
Генрих XLII Рейсс-Шлейц (нем. Heinrich XLII Fürst Reuß zu Schleiz und Gera; 27 февраля 1752 — 17 апреля 1818) — немецкий правитель, граф (с 1806 князь) Рейсс-Шлейца, александровский кавалер.

## Биография
Выходец из младшей линии немецкой владетельной династии Рейсс, все мужчины в которой носили имя Генрих и имели весьма своеобразную нумерацию. Родился в 1752 году. Сын владетельного графа Генриха XII Рейсс-Шлейца (1716—1784) и его первой супруги, графини Кристины фон Эрбах-Шёнберг (1721—1769). Супругой самого принца Генриха XLII была принцесса Каролина фон Гогенлоэ-Кирхберг (1761—1849).
После смерти отца (1784) стал владетельным графом Рейсс-Шлейца (номинально его государство входило в состав Священной Римской империи, однако, фактически являлось более или менее независимым). В 1785 году, вероятно в связи с восшествием на престол, был пожалован Екатериной II российским орденом Александра Невского.
После того, как по настоянию Наполеона Священная Римская империя была распущена, Генрих XLII был «повышен» до князя. Продолжал управлять тем же самым родовым владением уже как общепризнанно самостоятельный суверен вплоть до смерти в 1818 году.
В дальнейшем престол Рейсс-Шлейца последовательно занимали двое его сыновей: Генрих LXII и Генрих LXVII.